# Prix David-Hilbert
Pour les articles homonymes, voir Hilbert (homonymie).
Le prix David-Hilbert est une distinction mathématique, nommée d'après le mathématicien David Hilbert ; elle a été créée en 1991 par la Fédération mondiale des concours nationaux de mathématiques (World Federation of National Mathematics Competitions, WFNMC) pour reconnaître des mathématiciens qui ont contribué au développement des mathématiques dans le monde entier.
Chaque récipiendaire est choisi par le comité exécutif et le comité consultatif de la WFNMC sur la recommandation du sous-comité chargé du prix. Il n'est plus décerné depuis 1996.

## Lauréats
- 1991[2]
  - Edward Barbeau, Canada
  - Arthur Engel, Allemagne
  - Graham Hilford Pollard (en), Australie
- 1992
  - Martin Gardner, États-Unis
  - Murray S. Klamkin (en), Canada
  - Marcin Kuczma, Pologne
- 1994
  - María Falk de Losada, Colombie
  - Peter J. O'Halloran, Australie
- 1996
  - Andy Liu, Canada